# Abilene (Kansas)
Abilene ist eine Stadt und Sitz der Countyverwaltung (County Seat) des Dickinson County im US-Bundesstaat Kansas. Das U.S. Census Bureau hat bei der Volkszählung 2020 eine Einwohnerzahl von 6460 ermittelt.
Abilene wurde 1857 von Timothy Hersey als eine kleine Postkutschen-Haltestelle unter dem Namen Mud Creek („Schlammbach“) gegründet. Der Name Abilene kam ab 1860 auf und geht auf die Bibelstelle Lk 3,1 zurück und wird gedeutet als Stadt in der Ebene. 1867 siedelte sich dort der Viehhändler Joseph G. McCoy in dem 300-Einwohner-Dorf an, dessen Bevölkerung danach auf über 3000 anwuchs. Abilene wurde zur ersten Stadt der Vereinigten Staaten, in der ein Verladebahnhof extra für die aus Texas herbeigetriebenen Rinderherden eingerichtet wurde (siehe auch Red River (1948)). Von dort ging es für die Tiere per Bahn weiter, zumeist zu den Union Stock Yards, dem zentralen Viehmarkt von Chicago.
Nachdem seine Familie 1892 nach Abilene gezogen war, wuchs dort der spätere Präsident Dwight D. Eisenhower zusammen mit seinen fünf Brüdern auf. Nach seinem Tod am 28. März 1969 entstand in Abilene die Eisenhower Library. Er und seine Frau wurden dort begraben.

## Bildergalerie

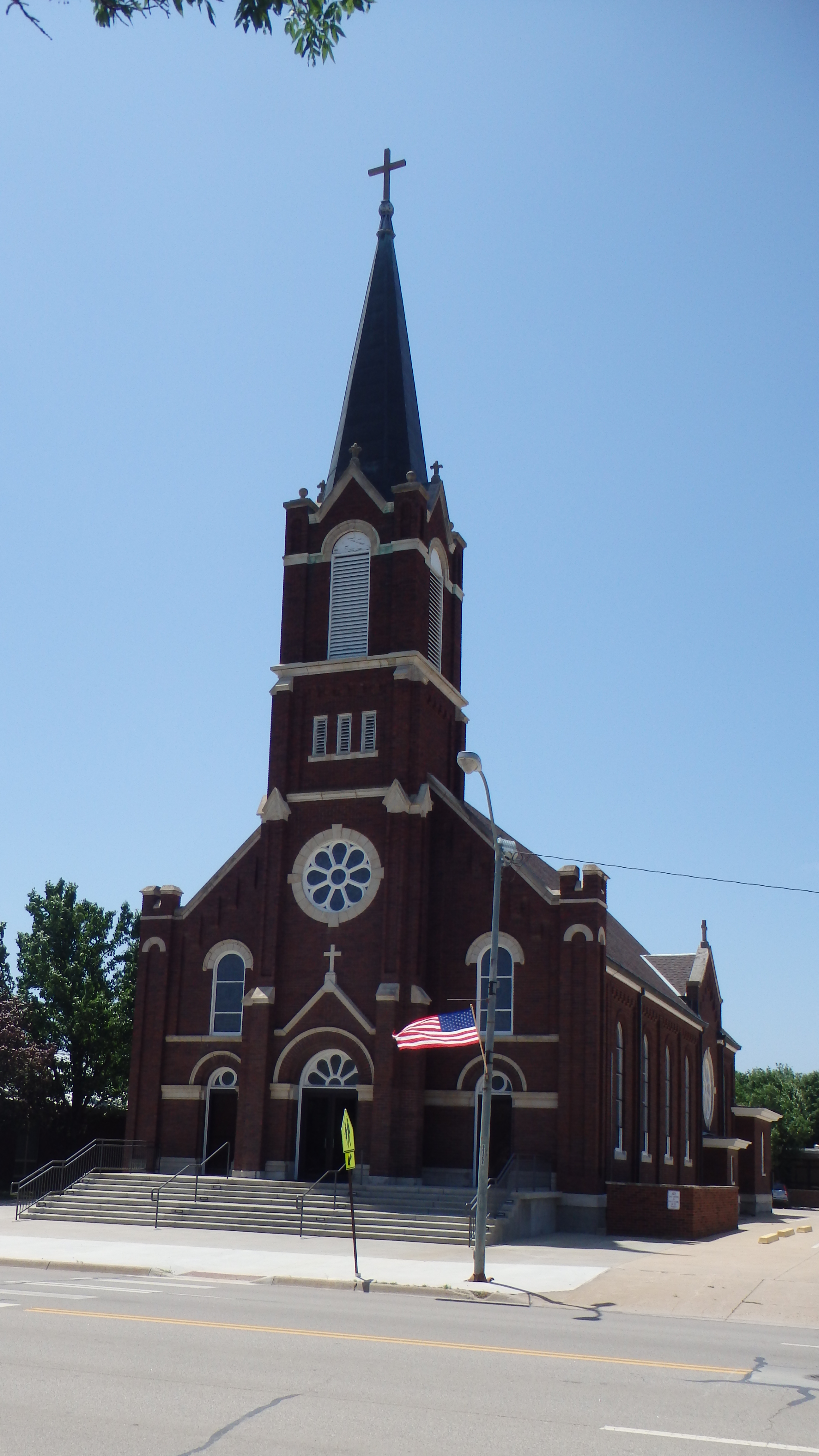
Katholische St. Andreas-Kirche (2014)
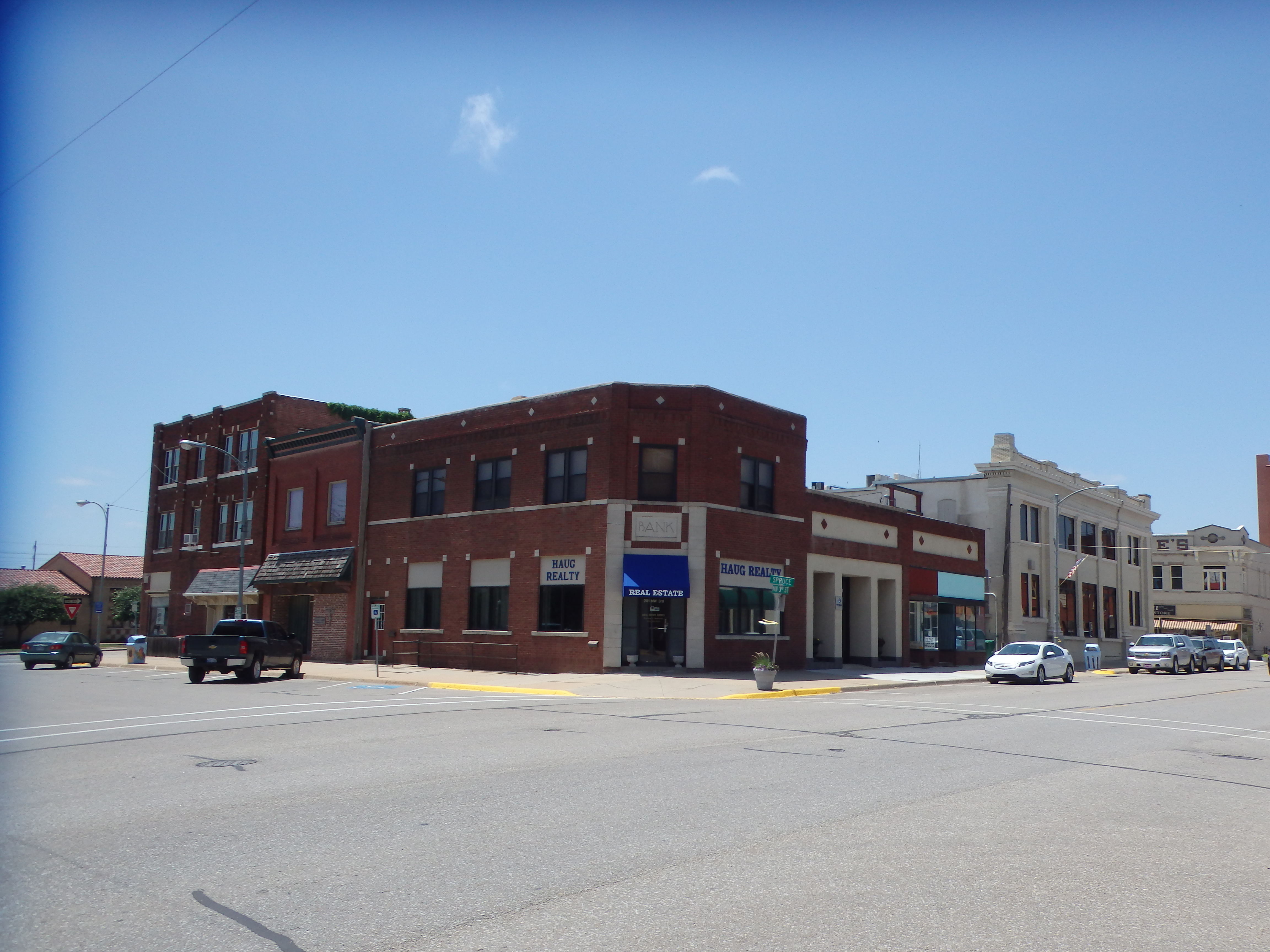
Abilene (2014)
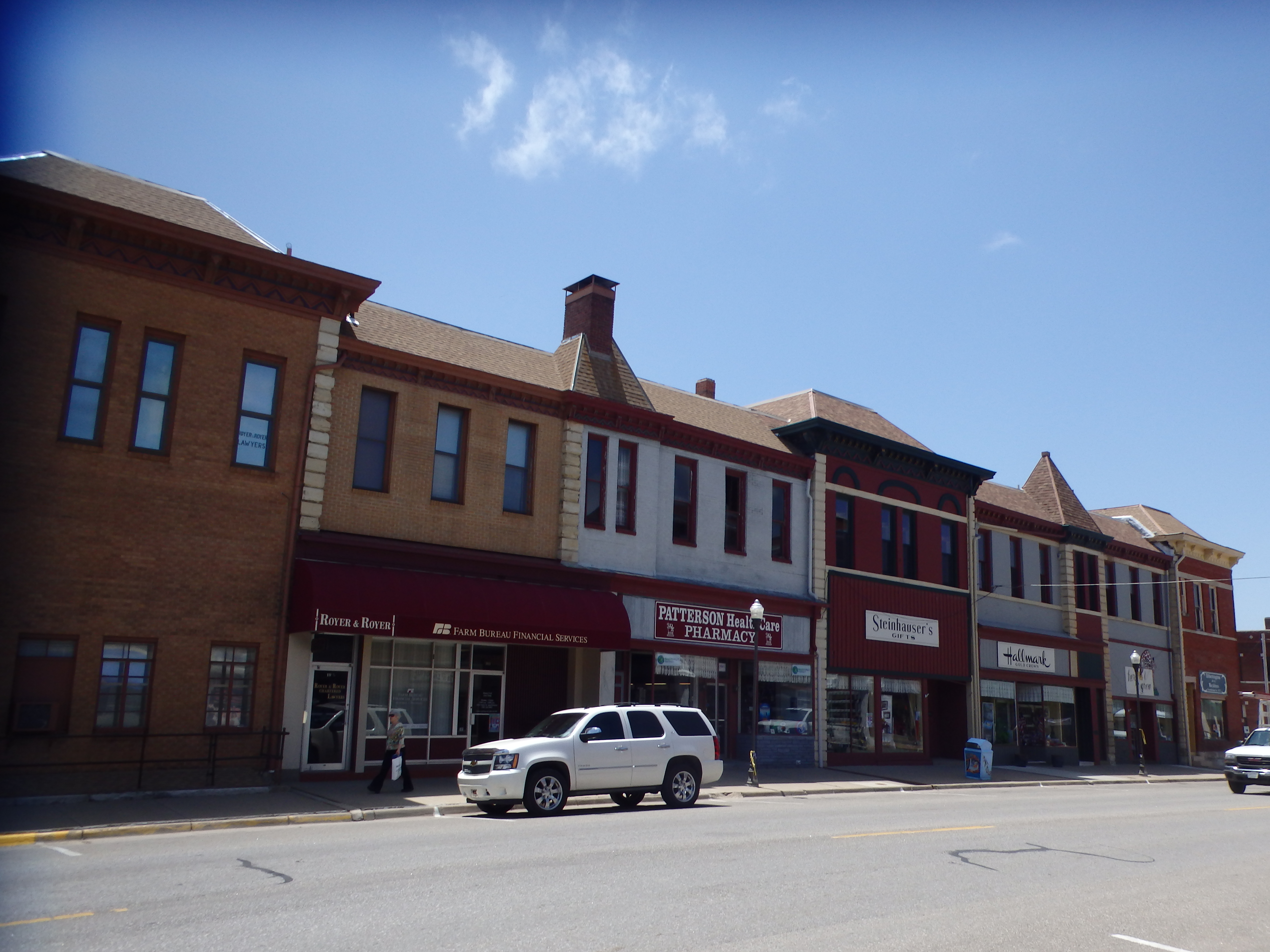
Abilene (2014)
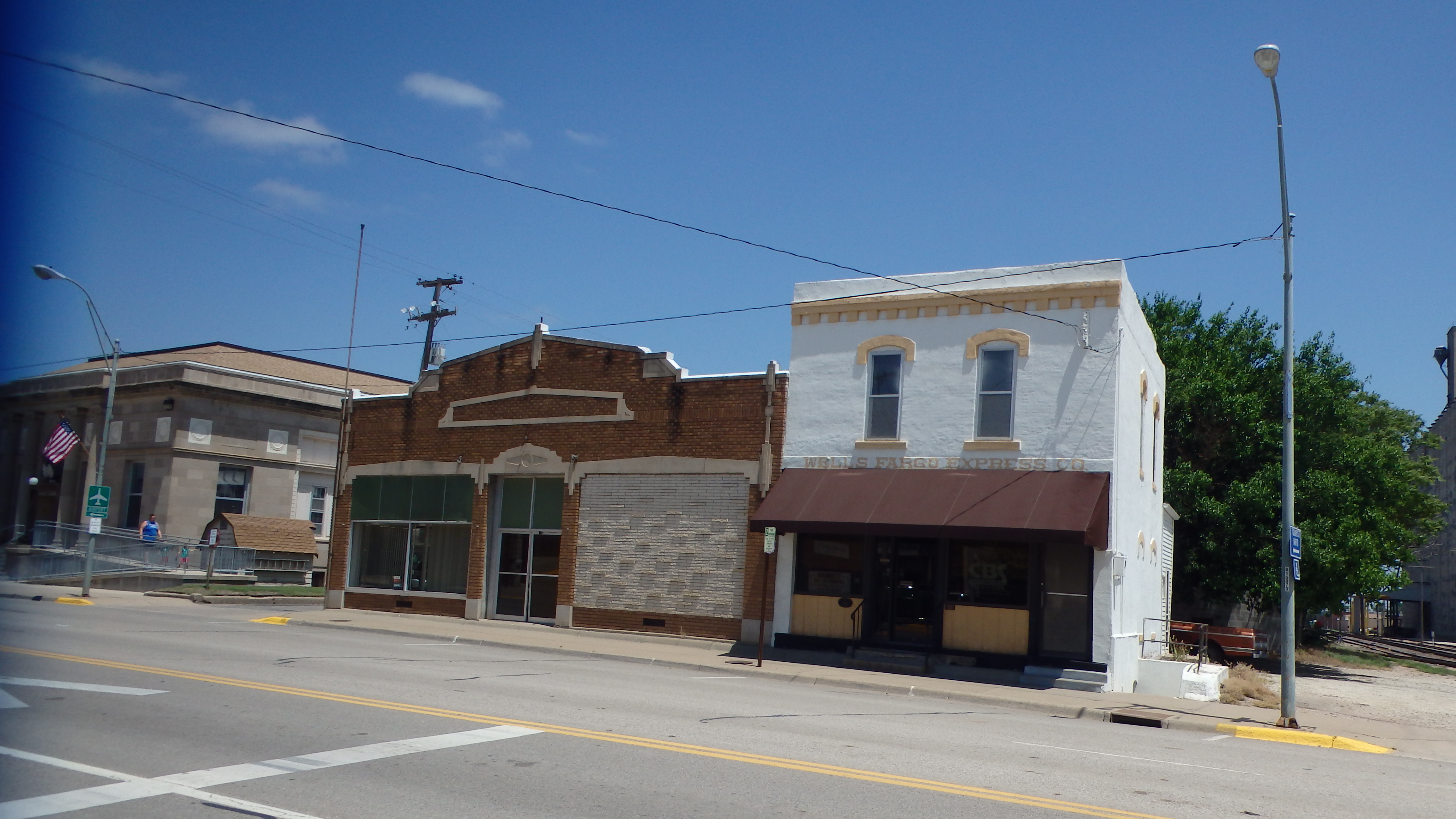
Abilene (2014)
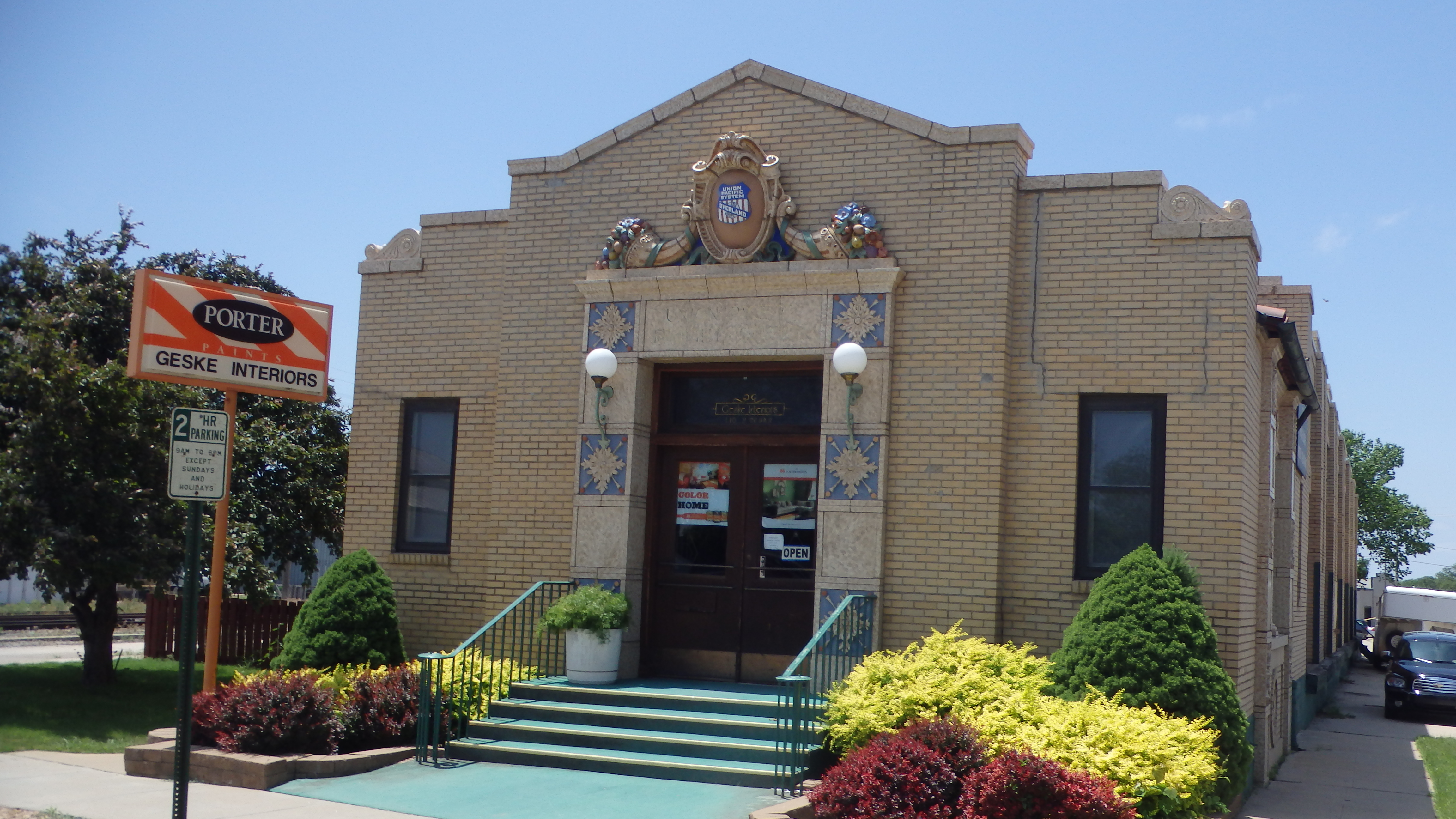
Ehemalige Güterabfertigung der Union Pacific Railroad (2014)
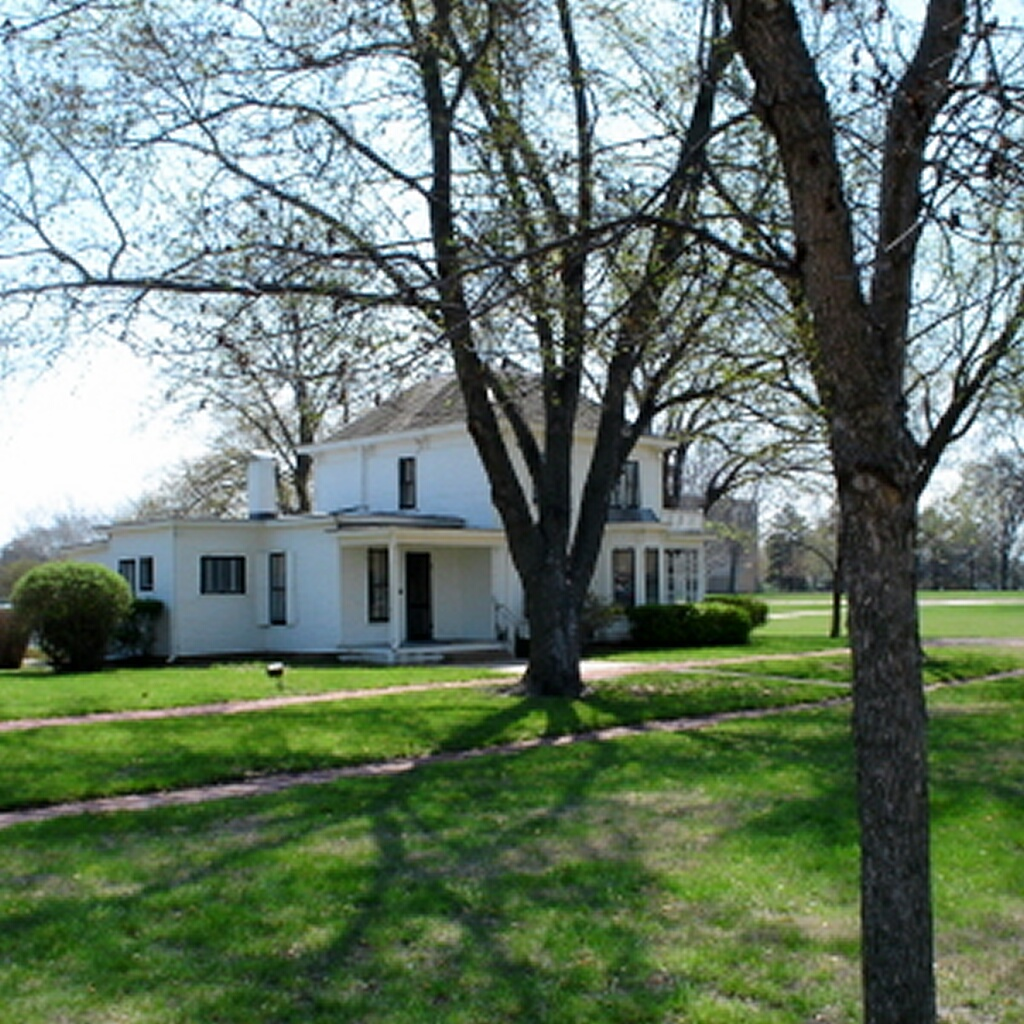
Wohnhaus der Familie Eisenhower (2008)

## Söhne und Töchter der Stadt
- Harry Beaumont (1888–1966), Filmregisseur